# Lode Anthonis
Lode Anthonis (Tremelo, 28 november 1922 – Bonheiden, 12 januari 1992) was profwielrenner van 1947 tot en met 1962. 

## Belangrijkste overwinningen
1949
- GP Beeckman-De Caluwé

1951
- Belgisch kampioen op de weg, Elite

1955
- Omloop Het Volk

## Resultaten in voornaamste wedstrijden
| Jaar | Gent-Wevelgem | Ronde van Vlaanderen | Parijs-Roubaix | Luik-Bast.‑Luik | Omloop Het Volk | Parijs-Brussel |
| ---- | ------------- | -------------------- | -------------- | --------------- | --------------- | -------------- |
| 1949 |               | 8e                   | 12e            |                 | 5e              |                |
| 1950 |               |                      |                |                 | 18e             |                |
| 1951 | 25e           |                      |                | 25e             | 18e             |                |
| 1952 | 17e           | 10e                  | 40e            |                 | 9e              | 65e            |
| 1953 |               |                      |                |                 |                 | Brons          |
| 1954 | 16e           |                      |                |                 | 7e              | 43e            |
| 1955 | 7e            | 10e                  |                |                 | Goud            | 43e            |
| 1956 |               |                      |                | 26e             |                 |                |
| 1959 | 16e           |                      |                |                 |                 |                |